# Ambiente obesogênico
Um ambiente obesogênico (português brasileiro) ou ambiente obesogénico (português europeu) é aquele ambiente que favorece o ganho de peso e a obesidade entre a população. Este ambiente envolve uma combinação de fatores que promovem e incentivam o consumo de alimentos pouco saudáveis e um estilo de vida sedentário. Os ambientes obesogênicos facilitam o ganho de peso e a obesidade, aumentando o risco de doenças crônicas como diabetes tipo 2, doenças cardiovasculares e alguns tipos de câncer.

## Ambientes obesogênicos
Nos ambientes obesogênicos encontramos:
- Disponibilidade de alimentos pouco saudáveis. Muito presentes em supermercados e estabelecimentos de fast food, ultraprocessados e ricos em calorias, gorduras e açúcares, geralmente mais baratos que os alimentos saudáveis.[5]
- Publicidade de alimentos não saudáveis, com uma promoção intensa de produtos pouco nutritivos, especialmente voltada para crianças e adolescentes.[6]
- Um ambiente físico com pouca infraestrutura para a atividade física, com ruas pouco adequadas para caminhar e andar de bicicleta, desenhadas para facilitar a circulação de carros. Com poucos parques, academias ou áreas de recreação próximas às áreas residenciais.[5]
- Um estilo de vida sedentário, com lazer baseado no uso da tecnologia, uso de transporte motorizado e sem promoção da atividade física.[6][5]
- Fatores socioeconômicos que se correlacionam com a obesidade, com uma relação direta entre um nível de renda mais baixo e maior consumo de alimentos pouco saudáveis e menores taxas de atividade física.[7][8]
- Fatores culturais e relacionais que influenciam o estilo de vida dos indivíduos. Assim, se as normas sociais e culturais favorecem o consumo de grandes porções de comida e a inatividade física ou o sobrepeso são bem vistos socialmente, é mais provável que os indivíduos desenvolvam obesidade.[8]